# Virudhunagar
Virudhunagar (Tamil: விருதுநகர் Virutunagar [ˈʋiɾɯðɯnaɡəɾ], auch Virudunagar, früher Virudupatti) ist eine Stadt im südindischen Bundesstaat Tamil Nadu. Sie liegt im südlichen Binnenland des Bundesstaates 45 Kilometer südlich von Madurai. Die Stadt ist Verwaltungssitz des Distrikts Virudhunagar. Die Einwohnerzahl beträgt rund 72.000 (Volkszählung 2011).

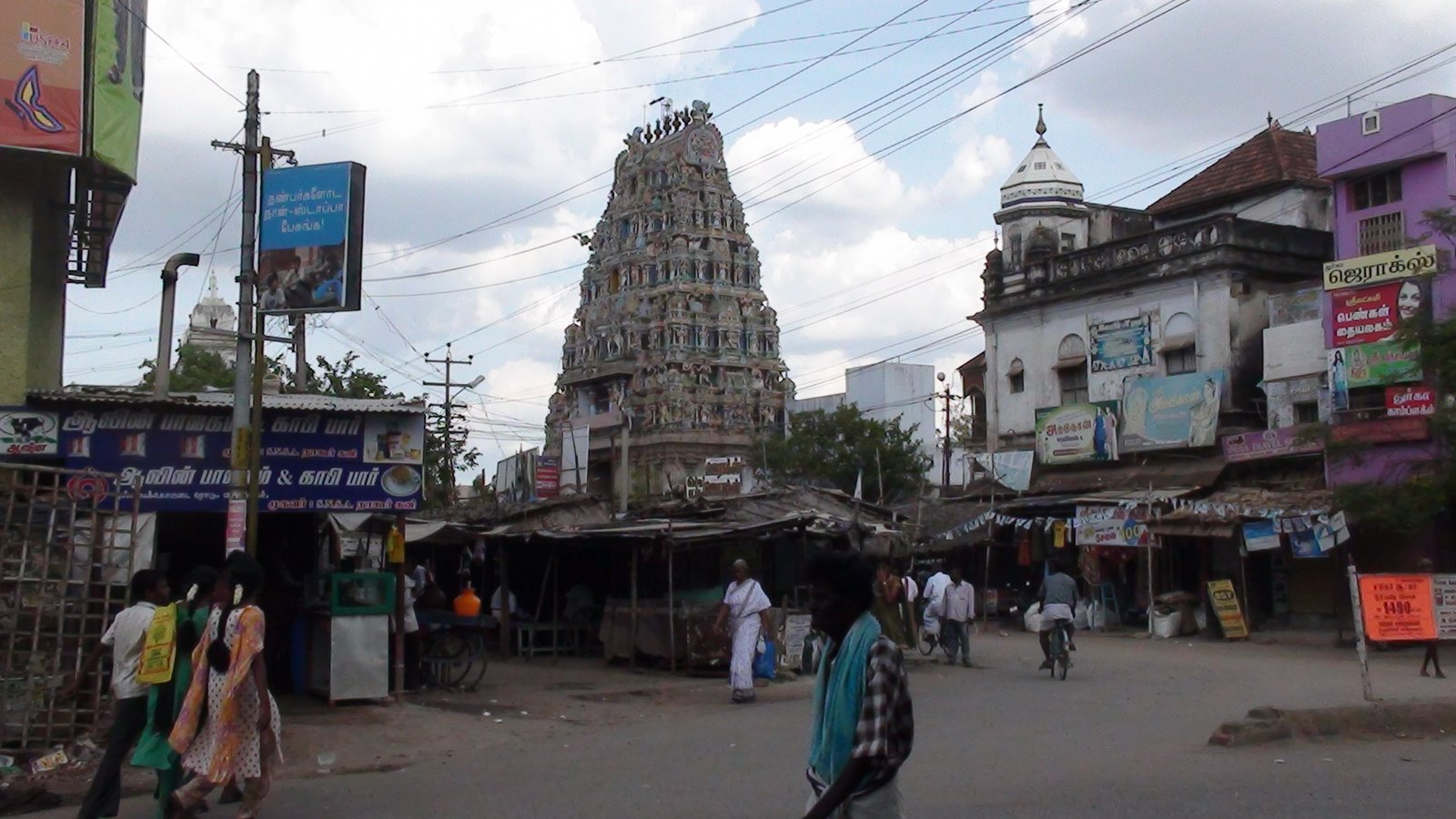
Straßenszene in Virudhunagar

Virudhunagar ist ein wichtiges Handelszentrum, in dem Waren des ländlichen Umlands wie Öl, Baumwolle, Chili, Gewürze und Kardamom umgeschlagen werden. Die Stadt liegt verkehrsgünstig am National Highway 7, der als längste Fernstraße Indiens Varanasi mit Kanyakumari verbindet. Ferner ist der Bahnhof von Virudhunagar ein wichtiger Verkehrsknotenpunkt: Hier zweigt von der Hauptstrecke von Madurai nach Tirunelveli eine Nebenstrecke ab, die über Tenkasi an die Westküste nach Kollam führt.
Virudhunagar ist der Geburtsort des Politikers K. Kamaraj (1903–1975). Hauptsehenswürdigkeiten der Stadt sind das Geburtshaus Kamarajs und ein 400 Jahre alter Tempel der Göttin Mariamman.
85 Prozent der Einwohner Virudhunagars sind Hindus, 8 Prozent sind Muslime und 7 Prozent Christen. Die Hauptsprache ist, wie in ganz Tamil Nadu, das Tamil, das von 98 Prozent der Bevölkerung als Muttersprache gesprochen wird.